# Thieringhausen
Thieringhausen ist ein Ortsteil der Kreisstadt Olpe.

## Geografie
Das Dorf Thieringhausen liegt auf einer kleinen Hochebene, ca. 5 km südöstlich der Kreisstadt Olpe, am Ende des Günsetals und am Fuße des Elberscheids (513 m). Hier leben 586 Menschen.

## Geschichte
Erste urkundliche Erwähnung fand Thieringhausen im Jahre 1536.

## Söhne und Töchter
- Peter Grebe (1896–1962), katholischer Geistlicher und NS-Justizopfer

## Vereine
- St. Hubertus Schützenverein Thieringhausen
- Gemischter Chor Vocalitas Thieringhausen
- Tennisverein Thieringhausen
- Poscheverein Thieringhausen

## Weblink
- Homepage der Dorfgemeinschaft Thieringhausen